# فاليري إيفانوفيتش توكاريف

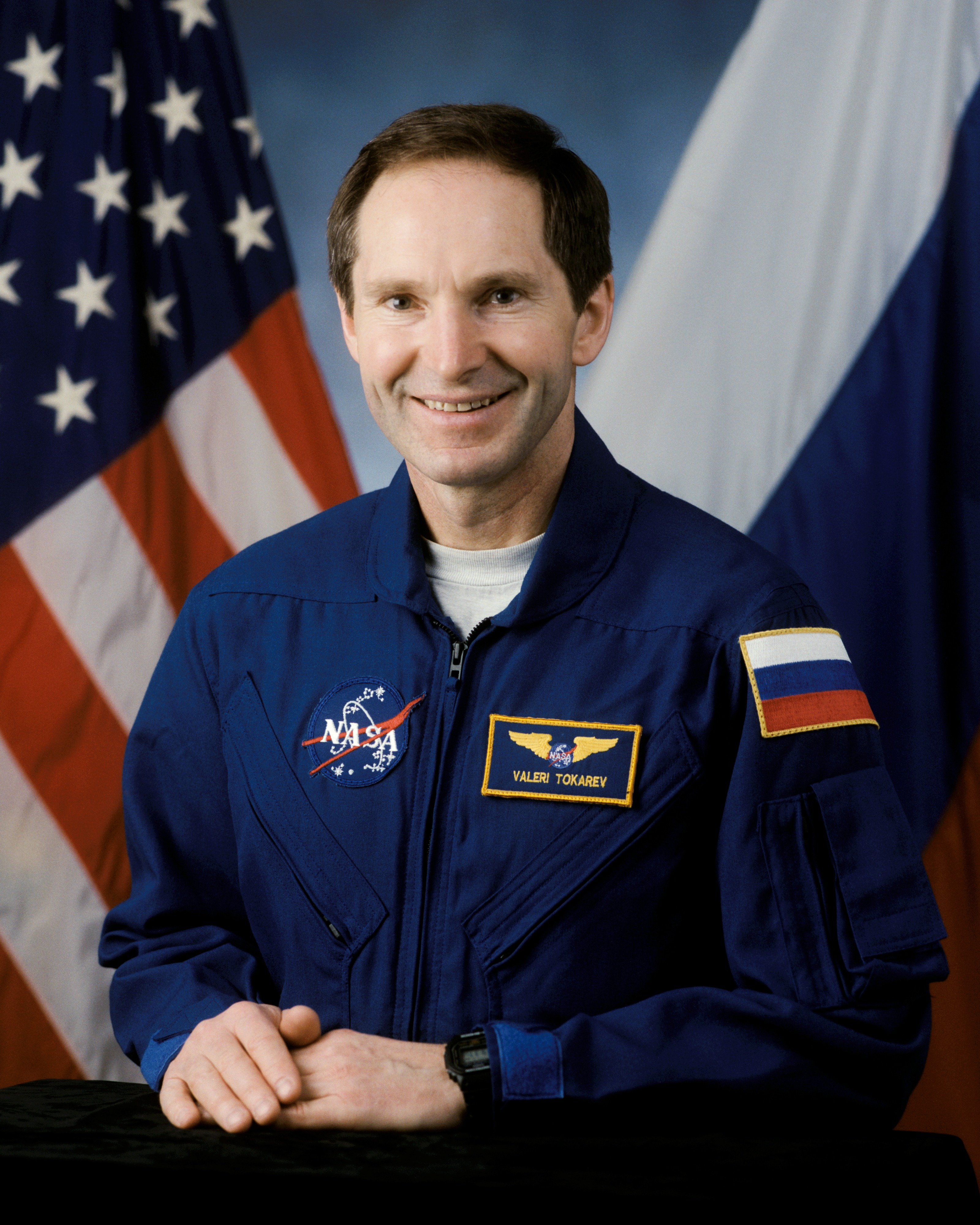
فاليري إيفانوفيتش توكاريف

فاليري إيفانوفيتش توكاريف (بالروسية:Валерий Иванович Токарев) هو رائد فضاء روسي. من مواليد 29 أكتوبر 1952.

## جوائز
منح لقب بطل الفيدرالية الروسية بالإضافة إلى العديد من الأوسمة والميداليات في روسيا.